# Horné Obdokovce
Horné Obdokovce (hongrois : Felsőbodok) est un village de Slovaquie situé dans la région de Nitra.

## Histoire
Première mention écrite du village en 1283.

## Démographie

### Évolution de la population
| Année:               | 1994. | 2004.   | 2014.   | 2024.   |
| -------------------- | ----- | ------- | ------- | ------- |
| Nombre de personnes: | 1634  | 1647    | 1522    | 1452    |
| Différence:          |       | +0,79 % | -7,58 % | -4,59 % |

| Année:               | 2023. | 2024.   |
| -------------------- | ----- | ------- |
| Nombre de personnes: | 1459  | 1452    |
| Différence:          |       | -0,47 % |